# Młyn Arnolda w Braniewie
Młyn Arnolda (niem. Wecklitzmühle) – średniowieczny młyn wodny, najstarszy młyn na Warmii założony w pobliżu Braniewa, wymieniony z nazwy w akcie lokacyjnym miasta z 1284 roku. Napędzany był wodą spiętrzoną na cieku wodnym Czerwony Rów. Zniszczony w i po 1945 roku, później rozebrany i już nieodbudowany.

## Historia

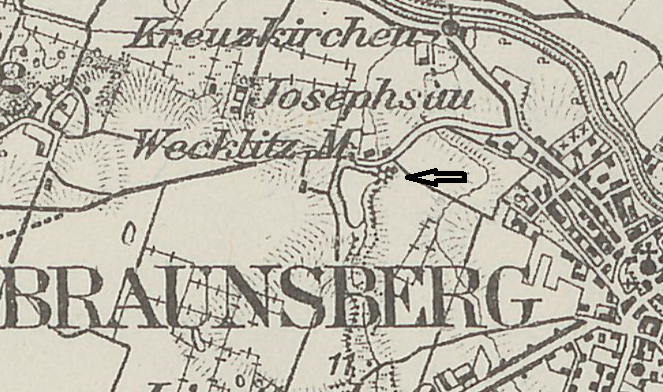
Młyn Arnolda oznaczony strzałką jako ☼ na mapie z 1935

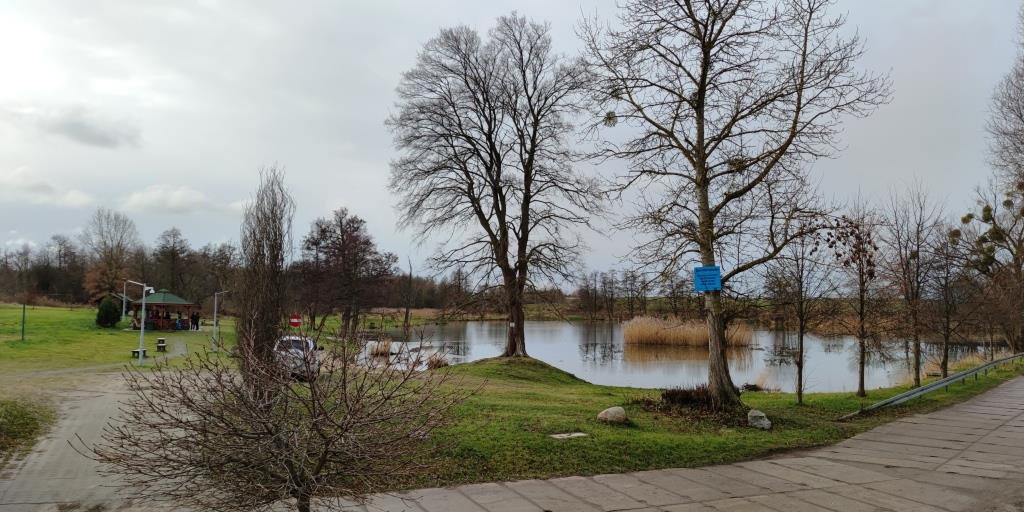
Miejsce po średniowiecznym młynie Arnolda współcześnie

Młyn Arnolda jest po raz pierwszy wzmiankowany w przywileju lokacyjnym Braniewa z 1 kwietnia 1284 roku, który wskazuje jego lokalizację versus castrum dominae nostrae – w kierunku grodu Naszej Pani, czyli Fromborka. W tymże przywileju lokacyjnym biskup Fleming nadał kościołowi św. Katarzyny w Braniewie uposażenie w wysokości 6 łanów (ok. 100 ha) przy młynie Arnolda, zaznaczając, że wymieniona ziemia będzie wliczana do darowanych miastu 100 łanów zwolnionych od świadczeń. Jednocześnie zabronił miastu wznoszenia nowych młynów i grobli bez zgody swojej lub następnych biskupów.
Ponieważ młyn w 1284 roku już funkcjonował, musiał więc być zbudowany wcześniej. Wiadomo, że w 1261 roku miasto uległo całkowitemu zniszczeniu i wyludnieniu podczas II powstania pruskiego i zaczęto je odbudowywać dopiero w 1273 roku, zatem rok 1273 można przyjąć za najwcześniejszy, w którym młyn mógłby powstać. W Kronice Ziem Pruskich niemiecki kronikarz Piotr z Dusburga pisze o „pewnym młynie” („quodam molendino”), który płacił biskupowi Henrykowi Flemingowi jedną grzywnę z tytułu rocznych dochodów po objęciu biskupstwa warmińskiego w 1278 roku. Toteż za przedział czasowy powstania młyna można przyjąć lata 1273–1278.
W 1294 roku został wydany przywilej dla młyna położonego nad russa aqua, czyli Czerwonym Rowem, w pobliżu Braniewa. Przywilej wystawiono w związku z reorganizacją osadnictwa na Warmii po zniszczeniach dokonanych przez najazdy i zniszczenia Prusów, kiedy odbudowując miasto, zbudowano też młyn, niezbędny do mielenia zboża na potrzeby Braniewa. W tymże przywileju zapisano, iż Arnold i Albert otrzymali młyn wraz okolicznymi terenami, a także prawo do dziedziczenia młyna wraz z otrzymaną ziemią. Za to winni byli płacić biskupowi na dzień św. Marcina czynsz w wysokości jednej grzywny. Dalej w tym dokumencie napisano, iż Albert odsprzedał Arnoldowi swoją część, rezygnując z praw do młyna oraz ziemi, zaś młynarz Arnold stał się jedynym właścicielem młyna oraz przyległej doń ziemi i miał obowiązek płacenia takiego samego czynszu na rzecz biskupa, czyli jedną grzywną rocznie.
Młyn był założony na północny zachód od Braniewa, na niewielkim cieku wodnym o nazwie Czerwony Rów. Woda pochodząca ze strumienia na płaskim terenie tworzyła tu rozlewisko w postaci stawu młyńskiego, ograniczonego sztuczną groblą, skąd następnie wypływa dwoma kanałami – wschodnim i zachodnim. Na kanale wschodnim umieszczone było młyńskie koło napędzane wodą wpadającą nań ze stawu młyńskiego, przenoszące dalej energię na urządzenia służące do przemiału ziarna w młynie. Kanał zachodni to tzw. Kanał Ulgi, który służył do regulowania i utrzymania odpowiedniego poziomu spiętrzenia wody w stawie młyńskim.
Monopol jednego młyna nie mógł się utrzymać długo. W 1341 (1346) funkcjonował w Braniewie już drugi, konkurencyjny młyn, tzw. biskupi (po przebudowie Wielki Młyn Miejski, Große Amtsmühle). Przed 1434 rokiem, wraz z wybudowaniem drugiego muru obronnego, powstała też w mieście Wieża Młyna Kieratowego (Rossmühlenturm) pozwalająca mielić zboże przy pomocy zwierząt zaprzęgowych.
W 1401 doszło do zatargu między proboszczem braniewskiej fary Nicolausem Beme a młynarzem Heyne Weykelitzem o własność ziemi. Wówczas rada miejska podjęła interwencję i rozstrzygnęła, że Czerwony Rów jest granicą między dobrami kościelnymi a ziemią należącą do młyna. Przez kolejne stulecia młyn był wielokrotnie przebudowywany. Początkowo należał do włości biskupich, następnie stał się własnością szlachecką. Najdłużej – bo od połowy XVI wieku do drugiej połowy XVII wieku – młyn wraz z folwarkiem pozostawał w posiadaniu rodziny Preuck.
W 1636 roku, po wycofaniu się wojsk szwedzkich z Braniewa, rada miasta odkupiła młyn w Wikielcu z zamiarem przekształcenia go na młyn papierniczy na potrzeby pracy drukarni utworzonej w mieście w 1589 roku. Jedna przeciągające się negocjacje z kolejnymi kontrahentami nie powiodły się i plany te wraz z kolejną wojną szwedzką (1655–1660) zostały zarzucone. Od 1783 roku młyn ponownie należał do Braniewa.
W 1919 podłączono Braniewo, a wraz z nim młyn Arnolda, do linii energetycznej zaopatrującej w prąd elektryczny wytwarzany przez elektrownię wodną w Pierzchałach. W tym samym roku młyn Arnolda został przystosowany też do pracy na energię elektryczną. Ostatnim właścicielem młyna przed wojną był Bernhard Hiepler (1895–1964).
Pod koniec II wojny światowej, wiosną 1945 roku, przez zniszczoną pociskami groblę wyciekła woda ze stawu. Wskutek exodusu autochtonów młyn się wyludnił. Wraz z nadejściem frontu Armii Czerwonej młyn zaprzestał działalności, chociaż infrastruktura młyńska znajdowała się we względnie dobrym stanie technicznym. Młyn Arnolda jako jedyny braniewski młyn przetrwał działania II wojny światowej, nie przetrwał jednak stacjonowania wojsk sowieckich w mieście. 24 sierpnia 1945, w ostatni dzień przed opuszczeniem miasta, żołnierze podpalili młyn.
Groblę odbudowano w tym miejscu w latach 60. Mury spalonego młyna popadały w dalszą ruinę, będąc rozbierane „na cegłę”. Najdłużej zachowały się jego piwnice, zniszczone dopiero w roku 2000, w czasie, gdy okoliczny teren pełnił funkcję dzikiego wysypiska śmieci.
Współcześnie po najstarszym młynie na Warmii nie ma żadnego śladu, pozostała jedynie grobla, którą przebiega droga do Podgórza, oraz staw młyński, którego współczesna nazwa Jezioro Piekiełko pozostaje bez związku z bogatą tradycją historyczną tego miejsca.